# Ломбард (альбом)
Ломбард — пятый студийный альбом российской группы Кровосток, выпущенный в 2015 году. Презентация альбома в Москве состоялась 21 марта, в Санкт-Петербурге — 24 апреля.
В период со 2 по 8 марта 2015 года «Ломбард» занимал первую строчку в российском альбомном чарте iTunes.

## Критика
Артём Макарский в своей рецензии на сайте Афиша.ру подробно разбирает все достоинства и недостатки альбома. Музыка в альбоме хоть и является нарочито примитивной, но тем не менее критик называет её интересной, причём, впервые за время освещения им творчества группы. Кроме музыки, изменения коснулись и текстов. Размышления и философствования лирического героя доходят до уровня, когда «песни переходят в плоскость, где нет лица у этого самого лирического героя, нет места, где он об этом может говорить».
Максим Журавлев в Gazeta.ru также отмечает, что лирический герой, устав от описания бандитских будней, решил, видимо, увлечься метафизикой. Группу он сравнивает с возникшей практически в то же время группой «Ленинград», однако замечает, что «Шнуров вряд ли решится, например, в песне про секс так часто поминать Стендаля — менеджеры из целевой аудитории не поймут».

## Список композиций
| №                   | Название             | Длительность    |
| ------------------- | -------------------- | --------------- |
| 1.                  | «В баре»             | 2:16            |
| 2.                  | «Патологоанатом»     | 2:44            |
| 3.                  | «Загробная»          | 3:43            |
| 4.                  | «Секс это»           | 4:10            |
| 5.                  | «Зёма»               | 3:49            |
| 6.                  | «Ломбард»            | 4:33            |
| 7.                  | «Череповец»          | 4:27            |
| 8.                  | «То, что ползает...» | 1:48            |
| 9.                  | «Летом»              | 2:14            |
| 10.                 | «Ногти»              | 3:48            |
| 11.                 | «Снайпер»            | 2:41            |
| Общая длительность: | Общая длительность:  | 36 мин. 13 сек. |